# Who Is Jo King?
Who Is Jo King — седьмой студийный альбом немецкой поп-рок-группы Fool's Garden, выпущенный 14 сентября 2012 года в Германии. В России альбом вышел 13 января 2013 года. Это был первый альбом группы за последние семь лет.

## Об альбоме
Обложка альбома очень напоминает битловский альбом Revolver. Обложки для этих альбомов оформлял Клаус Форман.
Музыкально, альбом доминирует в данной области, типичной легкостью Fool’s Garden. Песня «She» примечательна своими напыщенными хорами, а мелодия «Are You Jo King?» примечательна своими инструментальными партиями.
Who Is Jo King? является полностью когерентным поп-альбомом с некоторыми элементами рока.
Альбом открывает песня «Someday». В композиции присутствуют экспериментальные электронные элементы, которые обычно не вкладываются в песни группы. Также электронные элементы присутствуют в «Song 4». Более высоко была оценена песня «Once». По мнению laut.de, на Who Is Jo King коллектив экспериментировал с жанром дрим-поп, некоторые композиции напоминают давние хиты таких рок-групп, как Coldplay, U2 и Eagle-Eye Cherry. Трек «Shut» был описан порталом как «электро-рок-поп-микс».
С удивительной легкостью песни идут к основополагающим вопросам жизни. Смысл песни «How Do You Feel» заключается во внутренней красоте каждого человека. Песня «Maybe» призывает людей держаться за свои идеалы. Она была взята из первого сольного альбома Фолькера Хинкеля и перезаписана для Who Is Jo King?. «Maybe» стала вторым синглом взятым из альбома. Песня «Water» была написана Фройденталером и посвящена его покойному отцу.
Танцевальная песня «Innocence» стала первым синглом из альбома. Также это пока единственная песня альбома, к которой был снят клип.
Также в песнях «Innocence», «Someday» и «How Do You Feel» группе удалось объединить чудесно запоминающиеся мелодии с сильными гитарными партиями.

## Список композиций
1. «Someday» — (4:14)
2. «Don’t Speak (The Unbearable Lightness of Being)» — (0:55)
3. «How Do You Feel?» — (4:20)
4. «Innocence» (feat. deutsches Filmorchester Babelberg) — (3:09)
5. «Song 4» — (5:25)
6. «Maybe» — (3:46)
7. «Once» — (3:27)
8. «Are You Jo King?» — (1:17)
9. «Shut» — (3:25)
10. «Water» — (3:42)
11. «Reason 3.0» — (5:10)
12. «Here Am I» — (4:46)
13. «She» — (6:39)
14. «Innocence» (Radio Edit) — (2:56)

## Буклет с фотографиями
В комплекте с CD также продавался буклет с фотографиями участников группы. Все фотографии были сделаны Торстеном Вингенфельдером 30 июля 2012 года. Также он принял участие в создании видеоклипа для песни «Innocence».

Фотографии из буклета
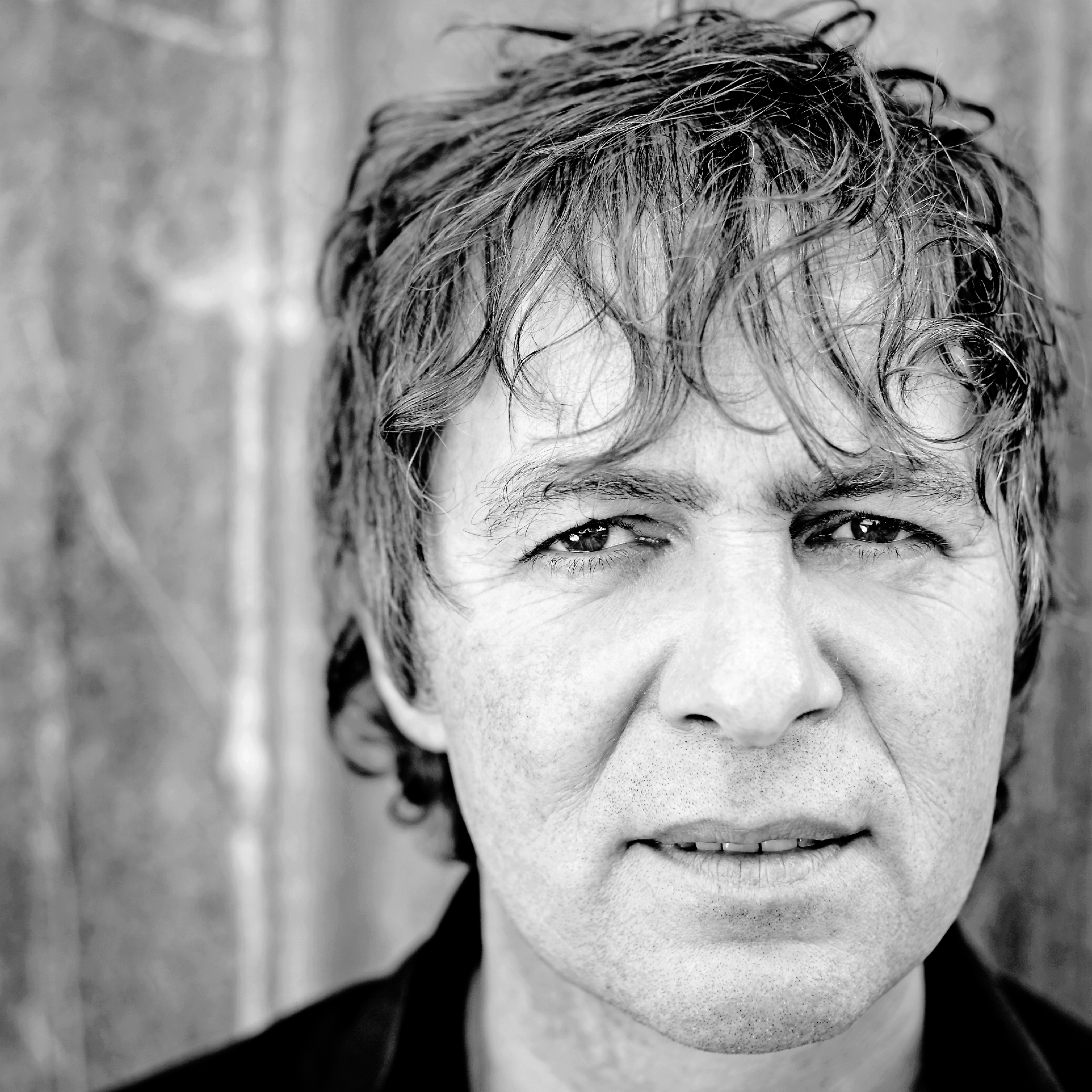
Петер Фройденталер
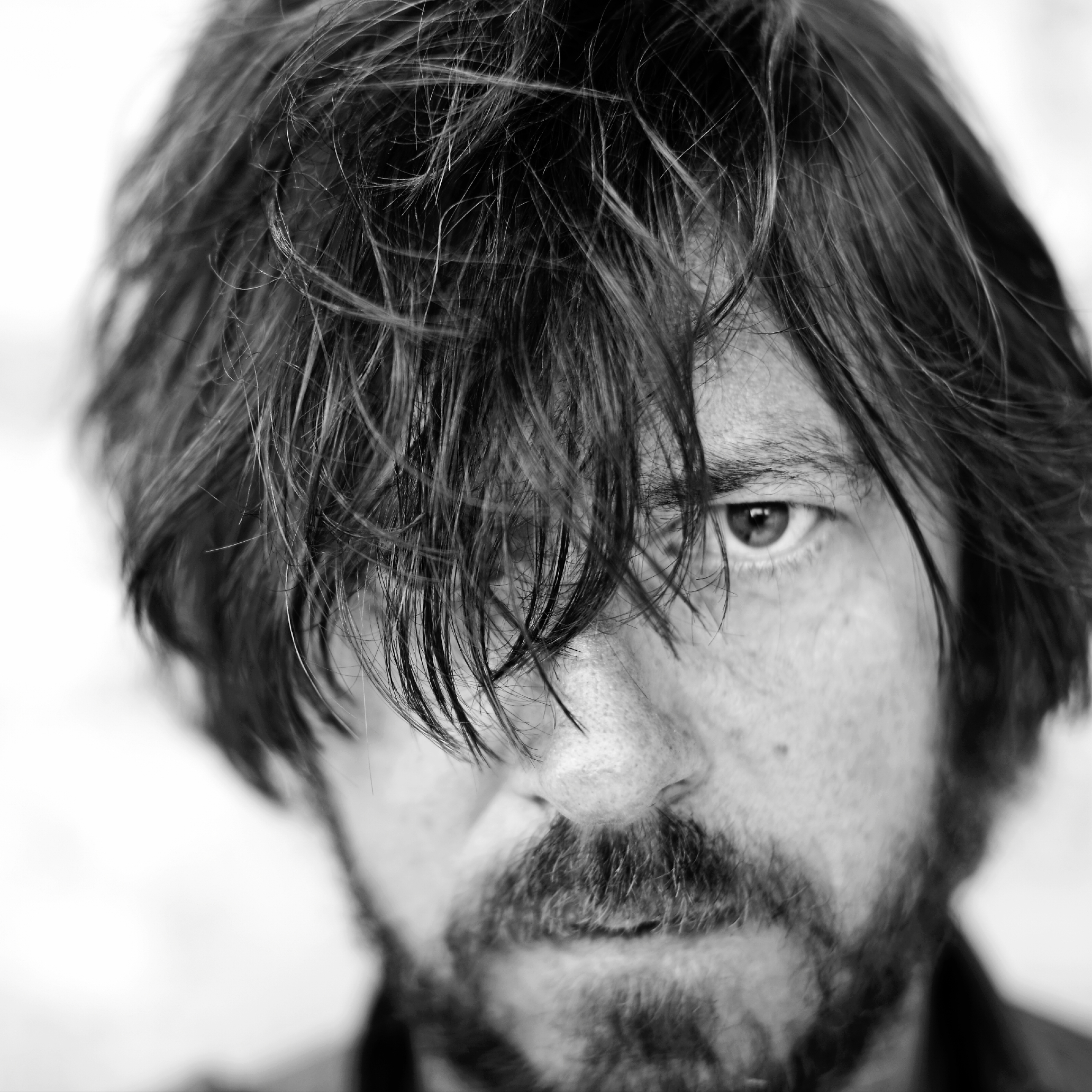
Фолькер Хинкель
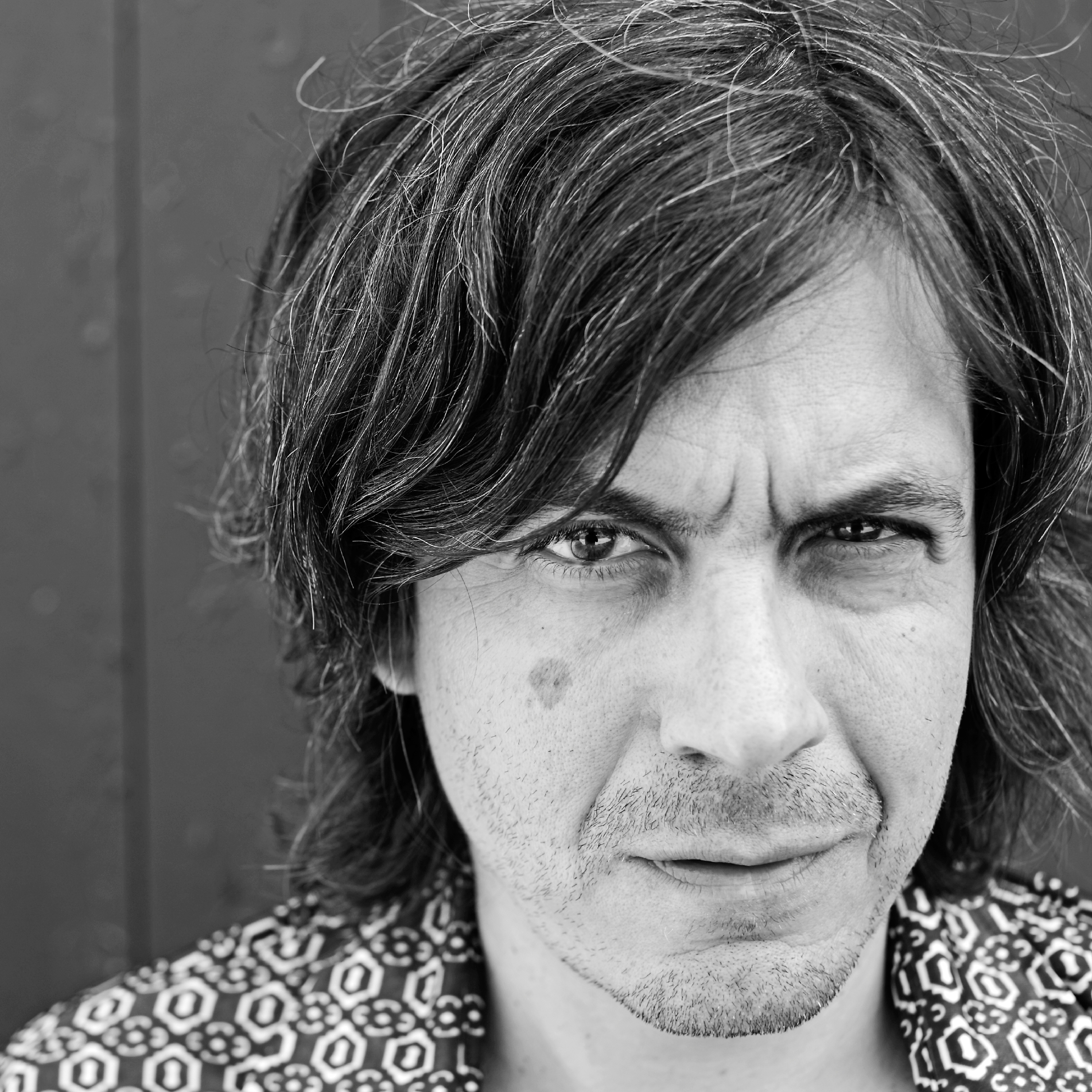
Дирк Блюмлейн
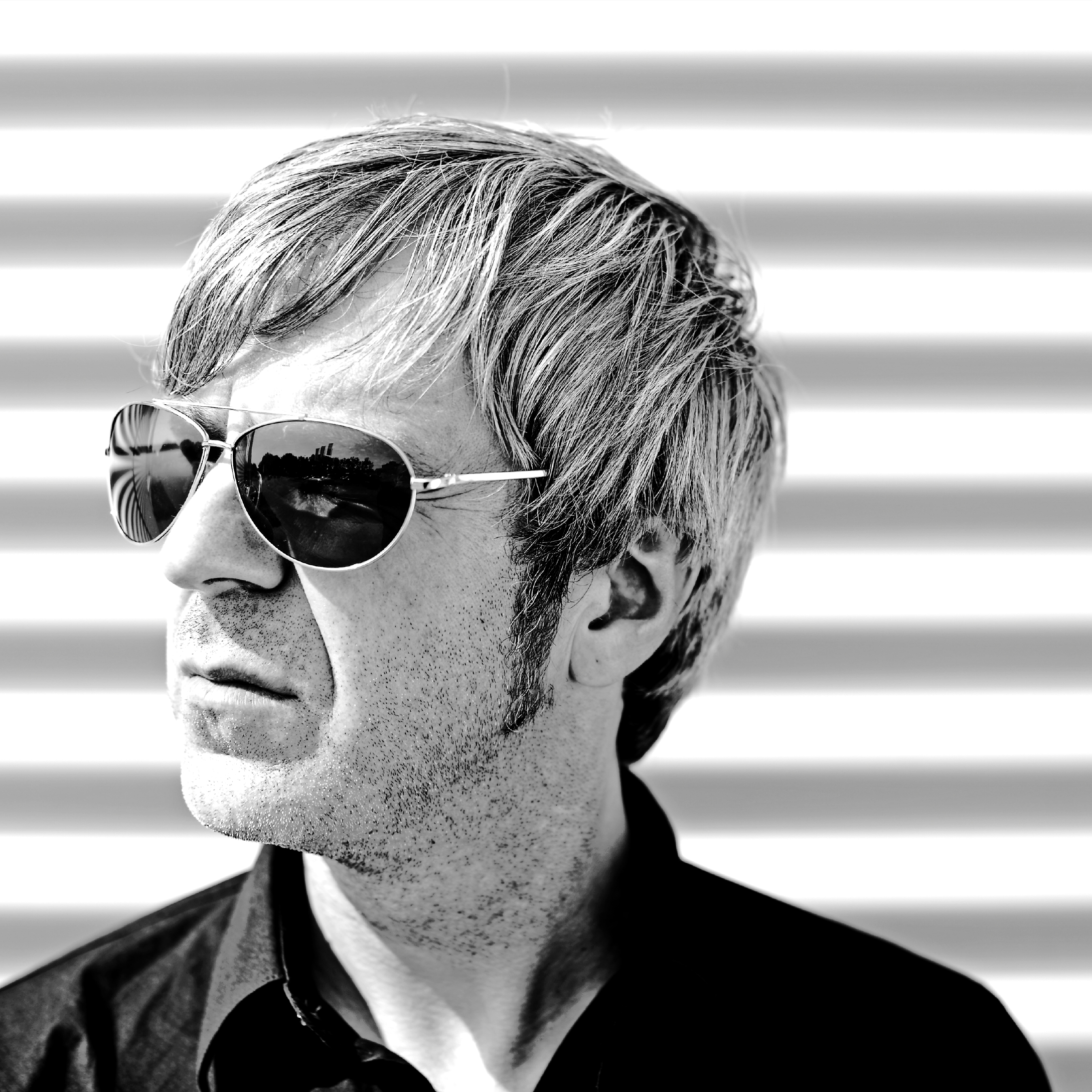
Клаус Мюллер

## В записи участвовали
- Петер Фройденталер — вокал, клавишные, композитор
- Фолькер Хинкель — гитара, бэк-вокал, композитор
- Дирк Блюмлейн — бас-гитара
- Клаус Мюллер — ударные